# Provvidenzialismo
Il provvidenzialismo è l'atteggiamento filosofico e religioso di chi crede che la volontà di Dio sia evidente e manifesta alla conclusione di ogni serie concatenata di eventi (ad esempio le grandi guerre mondiali). Può essere ulteriormente descritto come il credere che la potenza divina  (o la divina Provvidenza) sia così completa ed ampiamente saggia, che gli umani non possono uguagliare le sue abilità, oppure intendere completamente il suo piano. Un altro aspetto del provvidenzialismo è il credere che il piano di Dio sia al di là delle capacità di controllo ed intervento umani, e che a volte la provvidenza infligga sventure sproporzionate alle brave persone, per ottenere in seguito un mondo migliore, oppure per far guadagnare alle persone la vita ultra-terrena. Potrebbe essere ulteriormente chiarito come il credere che tutto ciò che avviene sia da inquadrare nell'ottica di un bene superiore. 
Il provvidenzialismo veniva spesso citato nelle discussioni dei circoli europei che cercavano di giustificare l'imperialismo nel corso del XIX secolo, sulla base che la sofferenza immediata  causata dalla conquista a mani degli europei era giustificata sulla base dell'estendere il piano di Dio e di diffondere la cristianità a nazioni distanti.